# Árni Páll Árnason
Árni Páll Árnason (Reykjavík, 23 maggio 1966) è un politico islandese, ha operato nel governo dell'Islanda come ministro degli affari sociali dal 10 maggio 2009 al 2 settembre 2010 e come ministro degli affari commerciali dal 2 settembre 2010 al 31 dicembre 2011. Divenne un membro del Parlamento per Alleanza Socialdemocratica dal 2007 ed è stato eletto leader del partito a febbraio 2013.
Nato a Reykjavík, si è laureato in Giurisprudenza presso l'Università d'Islanda nel 1991 e un diploma post laurea in diritto europeo presso il Collegio d'Europa, dove ha studiato 1991-1992 (Promozione Mozart). È diventato un avvocato nel 1997.